# ハレー彗星
ハレー彗星（ハレーすいせい、英語: 1P/Halley, 英語での発音/ˈhæli/）は、75.32年周期で地球に接近する短周期彗星である。地球から肉眼で簡単に観測可能な周期彗星である。人によっては生涯で2度見ることも可能な彗星である。多くの周期彗星の中で最初に知られた彗星であり、古来多くの文献に記録されているため、人類に最も馴染み深い彗星と言える。前回は1986年2月に回帰し、次回は2061年7月に出現すると計算されている。ハリー彗星とも呼ばれる。

## 組成
ジオットやベガによる探査によりハレー彗星の表面や構造が明らかとなった。ハレー彗星は他の彗星と同様に太陽に近づくと水や一酸化炭素、二酸化炭素などの沸点の低い揮発性物質が核から昇華する。これにより彗星のコマは直径10万kmにまで発達する。このような氷の蒸発から微粒子(ダスト)が放出され、コマ中のガス分子は太陽光を吸収したのち再放射(蛍光と同じ原理)し、ダストは太陽光を散乱させる。この過程によりコマは見えるようになる。コマ中のガス分子の一部は太陽風による紫外線放射によりイオン化しており、そのイオンが長い尾を形成し、1億kmに及ぶこともある。太陽風が変化すると尾の一部が核から完全に離れて分離するdisconnect eventが起こることもある。
ハレー彗星のコマが大きいのに対し核は小さく、15.3 km×7.22 km×7.22 kmほどしかない。その形はピーナッツの殻に似ている。質量も2.2×1014kgと小さく、密度が0.6 g/cm3であるためラブルパイル天体のように小さな粒が集積してできたということが示されている。地上の望遠鏡からのコマの観測ではハレー彗星の自転周期が7.4日と示唆されたが、探査機による観測では52時間(2.2日)と求められており、ハレー彗星の自転は複雑になっている可能性がある。ハレー彗星のフライバイのミッションでは表面の25%しか撮影されていないが、丘陵・山・尾根・凹地が発見され、更にクレーターも1つ発見されている。
ハレー彗星はエンケ彗星やホームズ彗星のような他の周期彗星の中では最も活動的で対数スケールにより数量を比較すると1 - 2ほどの違いがある。また、夜側(太陽を向いていない方)より昼側(太陽を向いている方)の方が活動的である。探査機の観測からは核から放出されるガスの組成は水蒸気80%、一酸化炭素17%、二酸化炭素3 - 4%、炭化水素微量と示されたが、ESOの見解では一酸化炭素10%、二酸化炭素2.5%でメタンやアンモニアも微量含まれているとしている。微粒子(ダスト)はこのように主に太陽系外でも多い炭素・水素・酸素・窒素(CHON)と地球の岩石などで見られるケイ素で構成されている。だが、この微粒子(ダスト)には検出できる限界があり、1nm(=0.001μm)までしか検出できない。
ハレー彗星に含まれる水H2O中の水素の重水素の割合は初めはハレー型彗星が地球に水を運んでいたと提唱されていたため、地球の海と同じ程度と考えられていた。しかし、ハレー彗星の水の重水素の割合は地球の海の水よりも高いことが分かっており、つまり、ハレー型彗星が地球に水を運んだわけではない、ということである。
ジオットのハレー彗星の観測ではフレッド・ホイップルの汚れた雪玉モデルが正しいということが明らかになった。このモデルでは彗星がもともと氷から成る物体で、太陽系の内部に近づいていくにつれて太陽により温められ、表面の氷が昇華してガスとなり、揮発性物質から成るガスが放出され、尾・コマを形成するというものである。ジオットによる観測ではこれに一部修正が加わったものの大方正しいことを証明した。
ハレー彗星のアルベドは0.04 ± 0.01 しかなく、太陽の光をたった4 ± 1%しか反射しない。石炭のように炭素から成るとも言われている。このようにハレー彗星は地球から見れば白く見えるものの実際には真っ黒である。「汚れた雪玉」の蒸発する温度はアルベドが高い所で170K、低い所で220Kである。ベガ1号による探査では表面温度は300 - 400Kと示されたが、これによりハレー彗星で活動的なのは10%程度で残りは黒く、熱を保っていると考えられている。この2つの探査機による観測からハレー彗星は不揮発性物質の方が多く、汚れた雪玉というよりは雪の積もった汚い玉という方が近しい。

## 軌道
ハレー彗星の公転周期は紀元前240年の観測以来、74年から79年の間を変動している。その軌道は非常に扁平な楕円で軌道離心率(0に近いほど円に似ていて1に近いほど放物線に似る)は0.967である。近日点では太陽からの距離が0.6auで水星と金星の間に位置するが、遠日点になると35auと冥王星ほど遠い位置を公転する。また、太陽系内にある数多くの天体の中でも珍しく、逆行軌道をとっている。そのため、軌道は18°傾いているのだが表現上は162°と表される。逆行しているため地球に対する相対速度は非常に速い。1910年に地球周辺を通過した際には相対速度が70.56 km/sにも及んだ。ハレー彗星は2度地球軌道に近づくので5月初めのみずがめ座η流星群と10月中頃のオリオン座流星群はハレー彗星によるものと考えられている。なお、オリオン座流星群については母天体がこの彗星であることが分かっているが、みずがめ座η流星群に関しては関連があることが示されているのみで母天体とは完全に言えない。

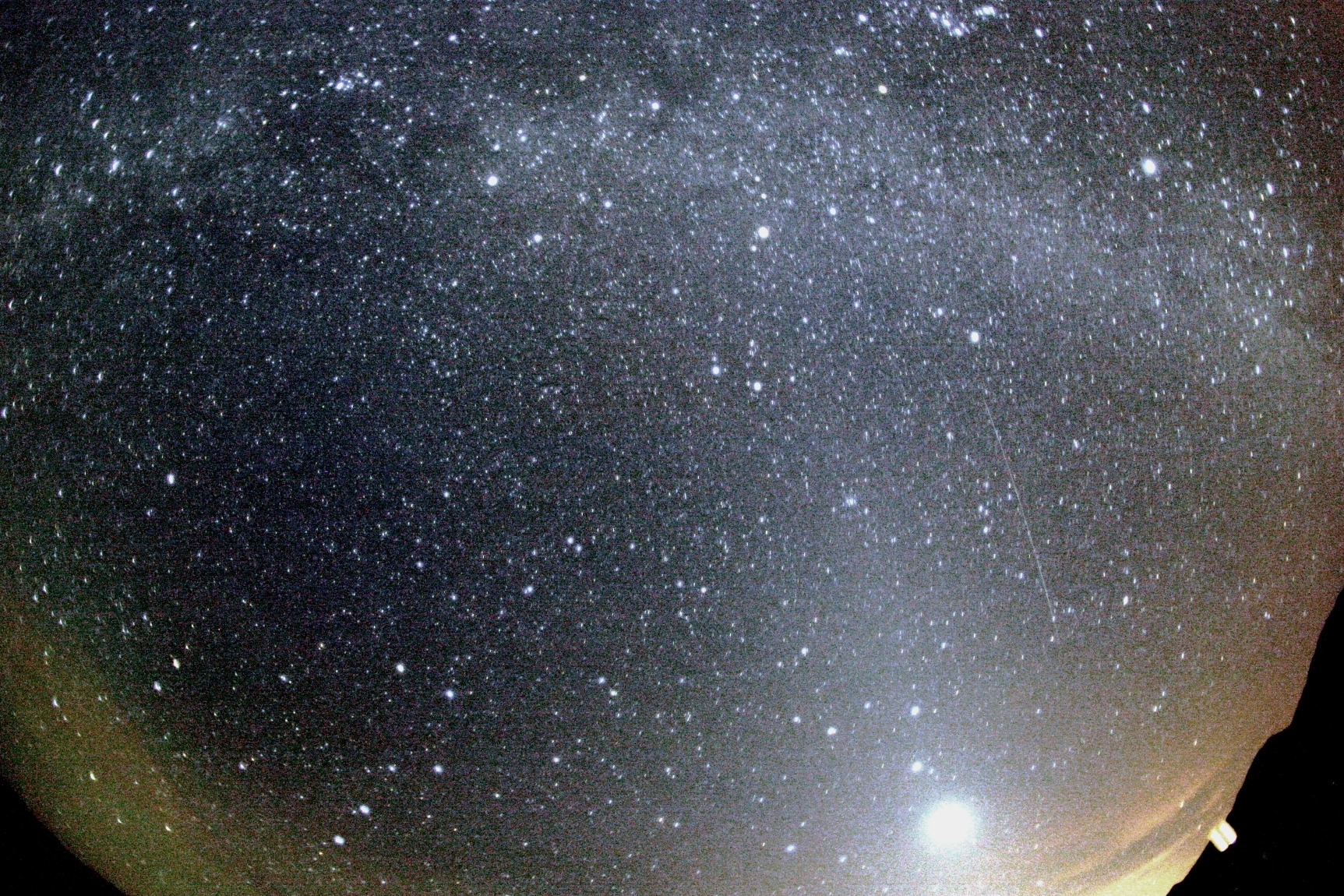
ハレー彗星が母天体であるオリオン座流星群。

ハレー彗星は周期が200年以下の短周期彗星に分類される。短周期彗星には軌道傾斜角は10°程度で公転周期6、7年のものが多いが、それらと比べるとややタイプが異なる。多くの短周期彗星は木星族彗星(英語: Jupiter-family comets) 別名黄道彗星(英語: Ecliptic Comets)と言われる一方、周期が20年 - 200年で軌道傾斜角も大きいものはハレー彗星のような特徴からハレー型彗星(英語: Halley Type Comets)と呼ばれる。
2020年11月時点でハレー型彗星は104個観測されており、木星族彗星が594個あるのに対し少数である。
ハレー型彗星誕生の説としては木星や土星のような巨大な惑星との重力による影響でもとは長周期彗星であったが太陽の方向に移動したとする説がある。その場合、元々は太陽から20000 - 50000auの場所にあると考えられているオールトの雲で発生する可能性が高い。反対に木星族彗星は一般的に太陽から30 - 50auの場所にあるエッジワース・カイパーベルトで発生する可能性が高い。しかし、2008年、逆行小惑星(528219) 2008 KV42が発見されたためこの考え方は改められた。(528219) 2008 KV42は近日点は天王星と海王星の間、遠日点は太陽 - 冥王星間の距離の2倍で上記のモデルのどちらにも該当せず、これがハレー型彗星になる可能性もある。
ハレー彗星は1.6万 - 20万年の間、現在と同じ軌道をとっていると考えられているが、何十回か出現しているため数値積分は困難であり、837年より以前は記録からしか遡れない。それは他惑星の重力によるものではなく、ハレー彗星が太陽に接近する際に表面上のガスを放出し、わずかに軌道がズレるためである。このような軌道の変化から平均して4日ほど遅れが生じる。
1989年、Boris ChirikovとVitold Vecheslavovは昔の記録から見られるハレー彗星の46回の出現をコンピュータシミュレーションで分析した。するとハレー彗星は1000万年近く存在していることが見積もられた。更に、将来1万年以内にハレー彗星は蒸発してしまうか2つに分裂してしまい、10万年以内には太陽系から弾き飛ばされてしまうのではないかという説もある。D. W. Hughesの観測からは2000年 - 3000年経ってしまうと質量の80 - 90%を失うことも示唆されている。

## 軌道の計算

ハレー彗星の軌道。同心円状の4円は内側から木星、土星、天王星、海王星。

ハレー彗星は初めて周期彗星であると認識されるようになった彗星である。ルネサンス以前は彗星についての自然観はアリストテレスにより発展させられ、地球の大気中で起こっていることだと考えられていた。しかし1577年にはティコ・ブラーエによる視差の測定で月よりももっと向こう側にあることが示された。それでも当時の大方の人々は納得することができなかったため、代わりに太陽系内を直線運動していると考えた。
1687年にはアイザック・ニュートンによる著書『自然哲学の数学的諸原理』において重力や運動の法則が明らかにされた。彼は1680年と1681年に現れた大彗星が太陽の通過前か後かの違いで同じ彗星ではないかと考えていたが、うまく彼のモデルに組み込むことができず、ニュートンの説明では彗星についての説明は不完全であった。
そしてついにニュートンの友人であったエドモンド・ハレーは彼の1705年に出版した著書『Synopsis of the Astronomy of Comets』(『彗星天文学概論』)でニュートンが導入した法則を用い、木星・土星の重力の影響を算出した。ハレーは24種の彗星を一覧にまとめ、彼が観測した1682年の彗星(=後のハレー彗星)も含めた軌道要素を計算した。そしてペトルス・アピアヌスが1531年に観測した彗星とヨハネス・ケプラーが1607年に観測した彗星が同じであることに気付いた。ハレーは摂動を大まかに推定し、彗星が木星などの惑星の重力があっても持続できると考え、1758年に再度見えると予言した。彼は近日点に来た1682年から60年後となる1742年、再びこの彗星を見ることなく死去した。
1758年12月25日、ついにハレー彗星が地球に回帰してきたことをドイツの農家でありアマチュア天文家でもあったヨハン・ゲオルク・パリッチュが確認した。近日点に到達したのは1759年3月13日で木星・土星による影響で計618日の遅れが引き起こされた。この遅れは1か月の誤差はあったもののアレクシス・クレロー、ジェローム・ラランド、ニコール＝レイヌ・ルポートら3人の数学者により計算された。ハレー彗星の回帰の確認により惑星以外の太陽を公転する天体がはじめて発見されたことになる。また、ニュートン力学が成功を収めた出来事ともなり、その説明力が明らかになった。1759年にはルポートによりハレー彗星と名付けられた。
学者の一部はハレー彗星を周期彗星と認識したのはハレーではなくメソポタミアの天文学者らであるという説も提唱している。その根拠はバビロニア・タルムードのHorayotという本である。この本では「70年に一度現れる船長を惑わす星」について言及している。
1981年には17世紀および18世紀の正確な観測データから数値積分してハレー彗星の過去の軌道を求めようとする試みが行われたが、837年のハレー彗星が地球に接近しすぎていたため837年以前の正確な結果は得られなかった。そのため、古代中国の記録を使う他なかった。

## 観測史
以下に過去のハレー彗星の出現年及びそれが言及されている記録について説明する。出現についてはジェット推進研究所（JPL）による近日点通過時の年に基づく。

### 紀元前

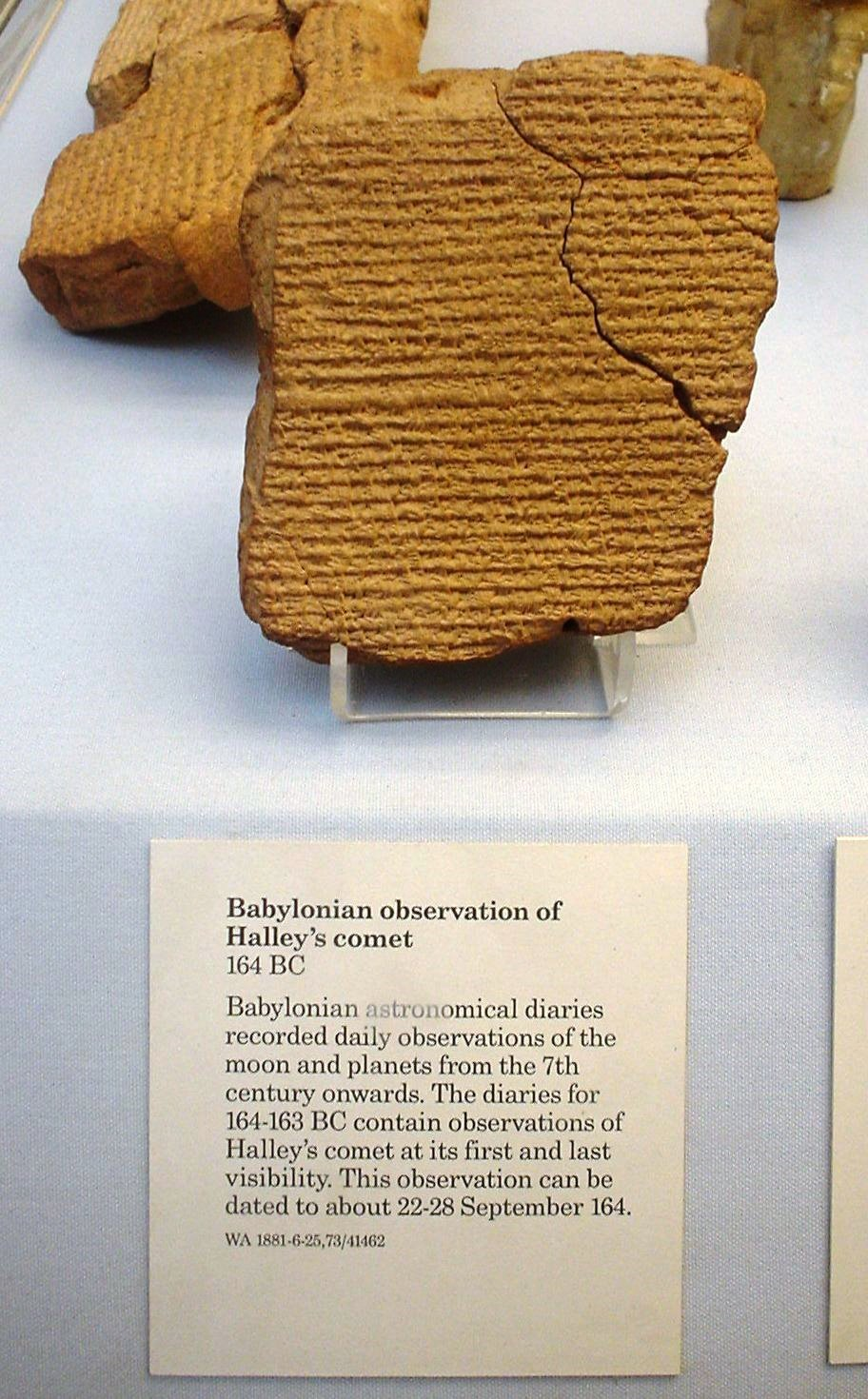
大英博物館の展示。ハレー彗星に関する粘土板であることがアピールされている。
(BM 41462)

紀元前467年ごろ
紀元前467年に出現したという説もあるが不確定である。紀元前468年から紀元前466年までに記録が見られ、タイミングや期間などからもハレー彗星であると考えられている。古代ローマの人物、ガイウス・プリニウス・セクンドゥスによると、同年にトラキアのアイゴスポタモイという町に隕石が降ってきたという。彼はこれについて色は茶色で馬車ほどの大きさであると説明した。前漢の歴史書の史記の編者も同年、この彗星について言及している。

紀元前240年
歴史的な記録で初めて見られる確定したハレー彗星の出現は紀元前240年である。前漢の史記には彗星が東に現れ、北の方に動いていったことが書かれている。更にその後西の方にも現れたことが記録されている。

紀元前164年

大英博物館所蔵のバビロニア粘土板の彗星に比定する説がある。BMA41628の「彗星は東のかたすばる・牡牛座のアヌの道にあり…西のかたエアの道を通りぬ」BMA41628の「木星の前方1キュビット、北天頂へ3キュビットにあるエア」という記述が、ハレー彗星の軌道と一致すると主張される。中国では漢書によると文帝後2年（163年）に夕方の南西に槍のような物体が空に現れたとあり、これもハレー彗星である。

紀元前87年
紀元前87年にハレー彗星が見られた証として古代バビロニアの板があり、1か月に渡って日中も見られたと書かれてある。Vahe GurzadyanとR. Vardanyanらは出現の際のアルメニア王、ティグラネス2世が描かれたコインの冠にある星はこの時現れたハレー彗星であると推測している。また、彼らはティグラネス2世はハレー彗星を見た可能性があり、古代アルメニアの人々にとってはもっとも記憶の残る出来事であったため新時代の到来と考えた、と主張している。また、アルメニア以外でもバビロニアの粘土板BM 41018やの後漢の『漢書』にその記述が見られる。

紀元前12年
『漢書』に記述が見られ、8月から10月に観測されている。このときハレー彗星は地球から0.16auの場所を通過しており、漢書によるとふたご座のポルックス、カストルを通過し、しし座とおとめ座の方に行ったと記録されている。古代ローマの歴史家、カッシウス・ディオによるとマルクス・ウィプサニウス・アグリッパの死の前兆のように何日間か彗星がローマの町に浮かぶようにあったと言う。キリスト降誕の数年前に起こったことであるためベツレヘムの星ではないかとも言われる。ただし、惑星の合や別の彗星である可能性もある。

### 1世紀 - 10世紀
66年
Horayotというタルムードに「70年に一度現れる船長を惑わす星」として言及が見られる。この星が66年出現のハレー彗星だと考えられている。この文章は当時のラビ、Joshua ben Hananiahの手によるものとされ、彼の生きている時に起こったものであることから年代が特定された。

141年
『後漢書』に観測記録があり、うみへび座に現れてしし座を通過し、約56日間見えたと書かれている。また、タミル語で書かれたPunaranuruにはチェーラ朝の王、Yanaikatchai Mantaran Cheral Irumporaiの死に関連があると書かれている。

218年
『後漢書』「天文中（天文志中巻）」によると、建安23年（218年）3月、朝の東の空に彗星が出現し、彗星の尾が太微垣の五帝座(デネボラ)の方向を指していたことから、帝位に異変が起こる前兆ととらえられた。なお、2年後に献帝 (漢)は廃位され、後漢は滅亡している。

295年
『晋書』に観測記録があり、アンドロメダ座に出現したのち、ペガスス座を通過し、しし座の方へ行ったと書かれてある。

374年
『晋書』に観測記録があり、寧康2年（374年）、みずがめ座に出現し、てんびん座、おとめ座、からす座、コップ座、みずへび座と動いて行ったと書かれている。このとき、ハレー彗星は地球に0.09auまで接近していた。

451年
『宋書』に観測記録があり、元嘉28年（451年）にペルセウス座で見られて、最終的にはからす座で消えたとある。更にヨーロッパでは現在のフランスで行われたカタラウヌムの戦いでアッティラの前進が阻まれ、最終的には負ける前兆となったと考えられている。

530年
『魏書』に観測記録があり、永安3年（530年）8月29日に北東の空でおおぐま座λ星とおおぐま座μ星の東近くに現れた。その後も同様の現象が起こり、9月27日に消えたと書かれている。

607年
『隋書』に観測記録が見られ、大業3年（607年）3月13日にアンドロメダ座で現れてしし座で消えたと書かれている。このときはハレー彗星は地球に0.09auまで接近しており、隋書には100日間以上も見えたことが書かれている。また、同年10月21日にも観測記録が見られるがこれはハレー彗星が近日点を通過した後の観測記録である。

684年
『日本書紀』に観測記録があり、天武天皇の治世13年（684年）9月7日に出現した。日本最古の記録である。『旧唐書』にも観測記録があり、光宅元年（684年）11月11日に西の空に現れたとある。ドイツの『ニュルンベルク年代記』にもハレー彗星と思われるものがあるが、観測から800年経った後に出版されたものであるため作者による想像を含む可能性がある。

760年
『旧唐書』に観測記録が見られ、上元元年に東の空、おひつじ座で見られたと書かれている。

837年
記録に残されている中ではハレー彗星が最も地球に近づいた接近でありその距離は0.03auである。観測記録は中国、日本、ドイツ、中東などで見られた。日本では『続日本後紀』に見られ、4月12日に南東の空に現れたとある。フランク王国皇帝ルートヴィヒ1世はハレー彗星の出現に天の警告と恐れ、祈祷・懺悔をした。中国では『旧唐書』に観測記録があり、開成2年（837年）3月22日に南西の空のみずがめ座α星付近で現れて4月28日にしし座の方で消えるまでが詳細に書かれている。

912年
日本では『日本紀略』『扶桑略記』に観測記録がある。どちらの文献にも7月19日から7月28日に彗星が見られたことが書かれている。中国では『新五代史』に観測記録があり、乾化2年（912年）5月13日にみずへび座の東側で出現したと書かれている。また、アイルランドの年代記、アルスター年代記にも彗星について言及がある。

989年
日本では『日本紀略』『一代要記』に観測記録がある。『日本紀略』には7月6日の彗星と8月13 - 23日の彗星が記載されており、前者についてはハレー彗星なのかどうか不明である。『一代要記』では8月15日に東の空に彗星があったと書かれている。中国では『宋史』に観測記録がある。8月13日にふたご座の西で出現し、30日間観測された。最初の10日間は朝に見られたが残りは夕方に見られるようになったとも書かれている。『高麗史』にはハレー彗星と思われるものが記録されているものの10月18日で日付が合っていない。

### 11世紀 - 15世紀

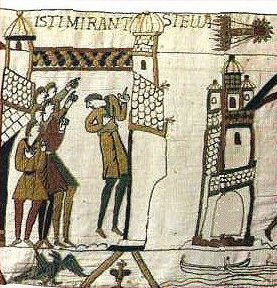
バイユーのタペストリーに描かれたハレー彗星と、それを指差して眺めるハロルド2世の従臣。上にはラテン語で「彼らは星を驚き眺めている」と書かれている。

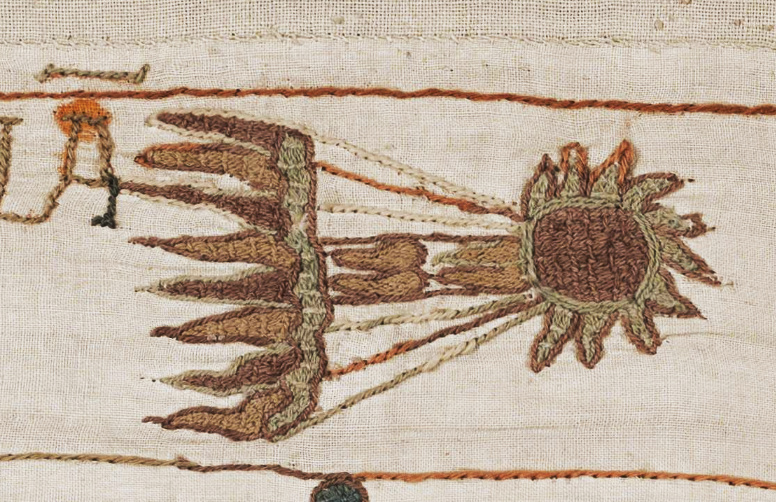
上写真を彗星部分のみ拡大したもの。

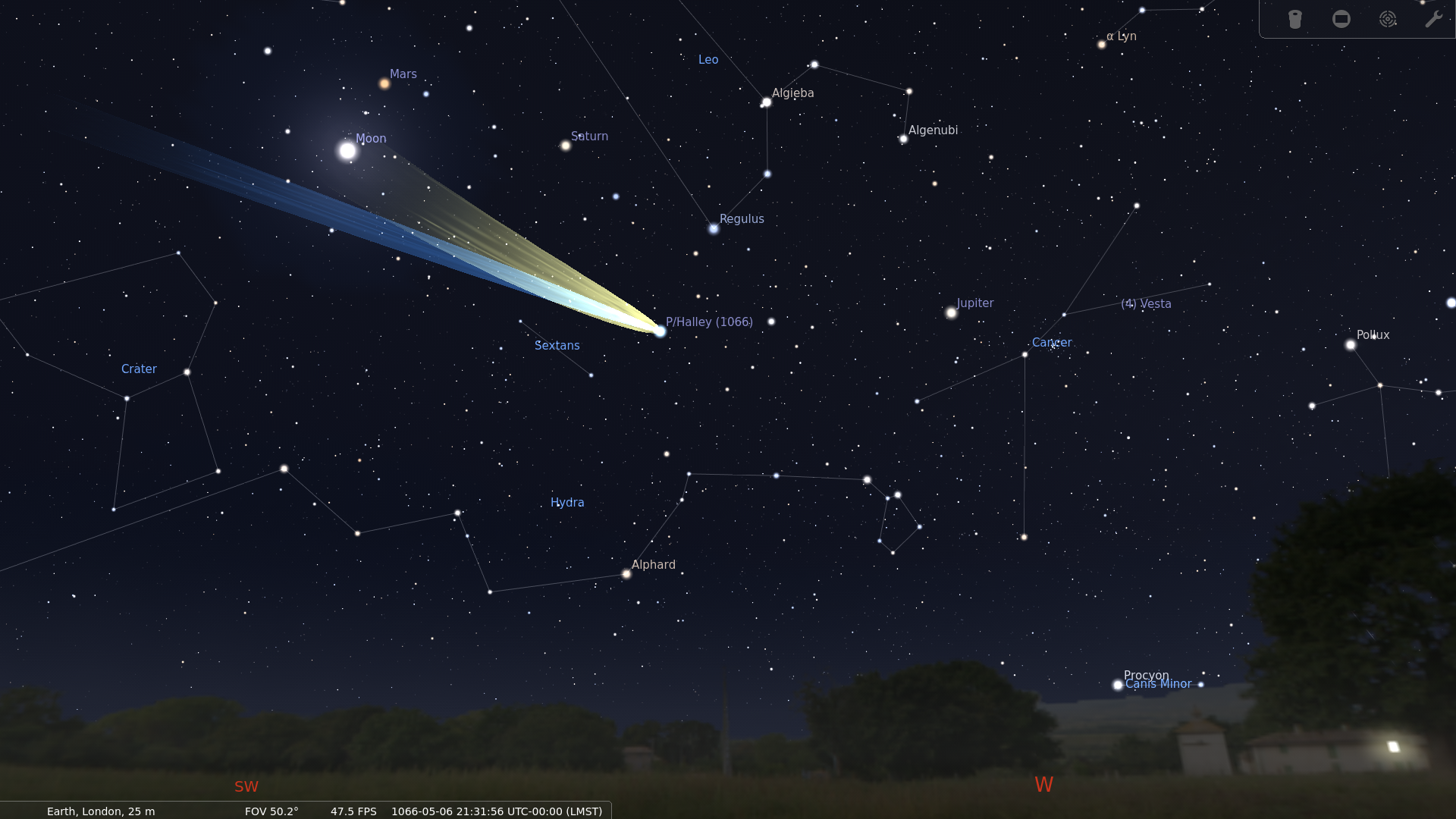
1066年5月6日にロンドンで観測されたハレー彗星。Stellariumを用いてシミュレーションされた。月、火星、木星、土星も図に見える。

1066年
この時のハレー彗星はバイユーのタペストリーに書かれており、ハロルド2世の即位後まもなく彗星が現れ、従臣たちを怯えさせたことが記録されている。その後、イングランド王国は外国からの侵略を受け、ハロルド2世は戦死、国は征服された。この時のハレー彗星は金星の4倍ほど大きく、月の明かりの4分の1ぐらい明るいと描写されている。このときの接近距離は0.10auである。
また、この彗星は『アングロサクソン年代記』にも見られ、マルムズベリーのエイルマーはハレー彗星を989年にも見たと思われるような文章を残している。アイルランドの年代記『Annals of the Four Masters』(英語版)第2巻にある「月よりも明るい星」もハレー彗星に比定する説がある。ニューメキシコのネイティブ・アメリカンもペトログリフにこの出現を表した可能性がある。
日本では『一代要記』『扶桑略記』に記載があり、治暦2年（1066年）の4月に見られた旨が書かれてある。中国では『宋史』に記録があり、治平3年（1066年）4月2日の朝に東の空、ペガスス座で見られたと書かれている。『高麗史』にも4月19日に観測されたとあるが、4月24日ではないかという疑義がある。

1145年
ヨーロッパでは修道士のEadwineによる書に記録が残されている。扇風機のようなハレー彗星の絵が掲載されている。
日本では『台記』『一代要記』『百錬抄』に記述が見られる。『台記』には天養2年（1145年）5月9日に出現してからが詳細に書かれており、5月19日から5月22日に姿を現さず、5月23日にもう一度現れたことも書かれてある。『一代要記』『百錬抄』については内容は『台記』に及ばないものの出現について記録されている。
宋では『宋史』に観測記録があり、紹興15年（1145年）4月26日に出現が始まり、近日点通過による2回の出現を経て6月24日に消えたことが書かれている。朝鮮では『高麗史』『高麗史節要』などに記録がある。5月14日から5月29日まで15日間の間記録されており、長さは視直径で10°に及んだとある。

1222年
1222年のハレー彗星の出現はチンギス・カンがヨーロッパへ侵攻する誘因になったのではないかという説がある。なお、この年の彗星はヨーロッパに記録が見られない。
日本では『吾妻鏡』『百錬抄』『皇代暦』『皇年代略記』に見られる。『吾妻鏡』では貞応元年（1222年）9月8日に見られたとあり、中心部分(=コマ)は月の半分ほどと記録されている。『百錬抄』『皇代暦』『皇年代略記』についても9月に見られたことが書かれている。
中国では『宋史』に見られ、嘉定15年（1222年）9月25日にうしかい座で現れて2か月間見られたことが書かれている。朝鮮では『高麗史』に観測記録があり、1222年9月3日に見られたことが書かれている。

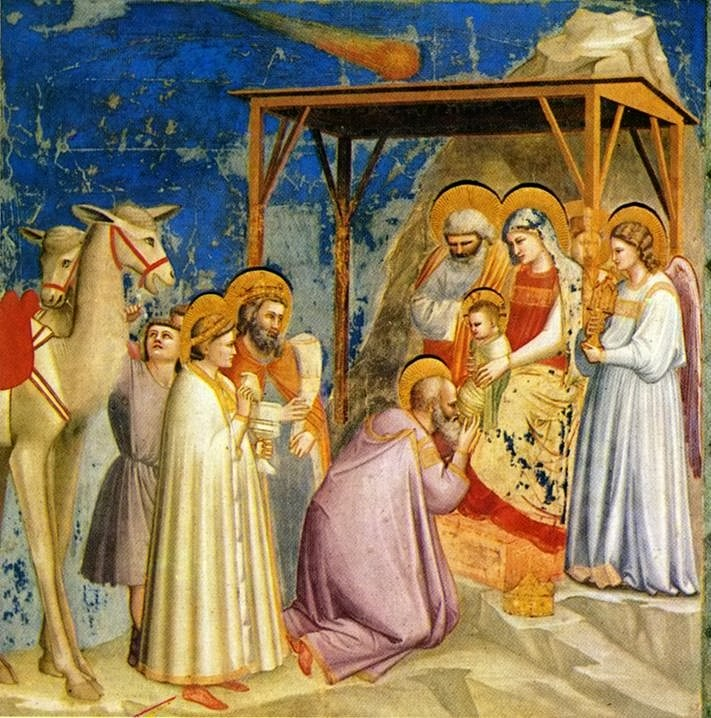
スクロヴェーニ礼拝堂壁画。中央上部に見られるのが当時ベツレヘムの星と考えられていたハレー彗星。

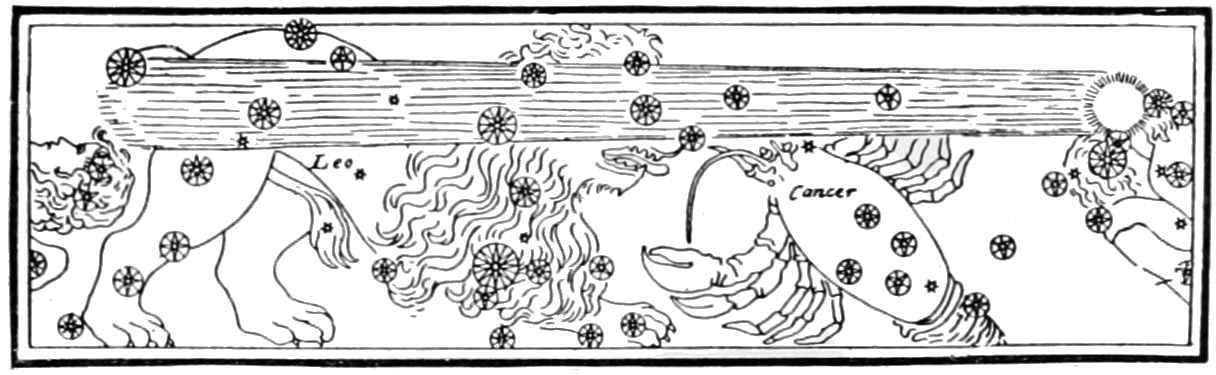
黄道帯と1456年のハレー彗星。

1301年
『元史』に観測記録があり、大徳5年（1301年）9月16日にふたご座の方で見られたとある。また、その後は46日間見られ、10月31日消えたと書かれてある。朝鮮では『高麗史』に観測記録が見られ、忠烈王27年（1301年）10月1日に見られたとある。
ジョット・ディ・ボンドーネによるパドヴァのスクロヴェーニ礼拝堂の壁画『東方三博士の礼拝』(1305年頃完成)に描かれたベツレヘムの星は彼自身が見たと思われるハレー彗星を描いたものであると考えられている。

1378年
日本では1378年以後も日本にも観測記録はあるもののヨーロッパの文献から得られた既知の内容より分かるものはない。中国では『明史』洪武11年（1378年）9月26日にぎょしゃ座で現れた旨が記載されている。朝鮮では『高麗史』に観測記録があり、辛禑4年に西から東に見られたとある。

1456年
明では『明史』に観測記録があり、景泰7年（1456年）5月7日、おひつじ座の方で見られ、7月6日にしし座で消えたことが書かれている。朝鮮でも観測記録があり、世祖2年（1456年）6月6日から記録がある。近日点通過のため6月13日から6月19日を除いて6月29日まで観測された。
ヨーロッパではオスマン帝国がハンガリー王国侵攻の際のベオグラード包囲戦の真っ只中であった。カリストゥス3世による教皇勅書ではベオグラードに御加護があるよう祈るように命じた。1470年、人文主義者、Bartolomeo Platina(英語版)は彼の著作で以下のことについて言及している。
毛に覆われていて燃えているような星がここ数日現れた。数学者によると最悪の疫病、飢饉、大災害が起こるとのことだ。カリストゥス3世は神の怒りから免れるために「もし人類の危機が差し迫っているのならトルコ人(=キリスト教の敵)に全てを向けよ」と祈祷して命じた。また、絶え間なく祈祷を続け神を動かそうとし、祈りによってトルコ人と戦っている者たちを助けるため真昼に信者を呼ぶために鐘の音を知らせるように命じた。
Platinaのこの説明は公式には記録されていない。この話は創作による可能性が高いにも関わらず、「教会への怒りのあまり彗星を破門にした。」とフランス人によって誇張して面白おかしく潤色された。
インドではカシミールでこの彗星が目撃され、詩人かつ伝記作家のŚrīvaraによって詳細に描かれている。彼はこの彗星の出現をSultan Zayn al-Abidin(1418/1420-1470)の没落を意味すると考えた。
また、エチオピアでは1434年から1468年までの間のエチオピア帝国王、Zara Yaqob(英語版)が明るい光(=ハレー彗星)を目撃し、光の都市、デブレ・ヘルハンを設営して彼の治世の時に首都とした。

### 16世紀 - 1910年
ハレー彗星の周期的な回帰は16世紀以降、科学研究の対象となっていた。1531年、1607年、1682年のハレー彗星の出現によりエドモンド・ハレーは回帰を予測することができた。ハレーが大躍進を遂げたのはニュートンと運動の法則について話し合ったときである。また、ニュートンはジョン・フラムスティードの1682年のハレー彗星のデータを得るのを手伝った。1531年、1607年、1682年の彗星のデータによりハレーはどれも同じ彗星だと結論づけ、1696年にそれを公表した。
困難を極めたのが他惑星による重力の影響で1759年などは木星の影響でやや遅れた。その数十年後にはアレクシス・クレローらパリ天文台の数学者らによる数学の発展もあり、ハレーは結果としてニュートンやケプラーの天体運動の法則を後押しする形となった。

#### 16世紀 - 18世紀

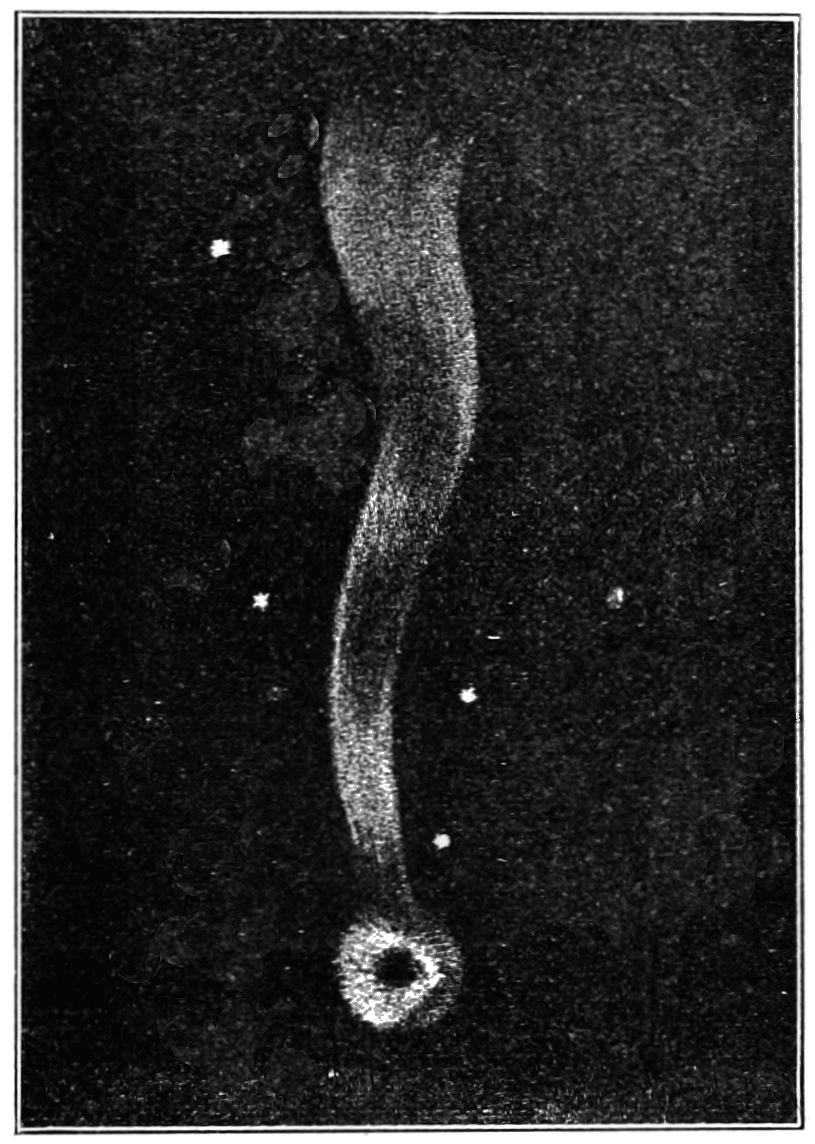
ポピュラーサイエンスに掲載された1682年のハレー彗星の模写図。

1531年
『明史』(清朝順治-乾隆年間に編纂) に観測記録があり、嘉靖10年（1531年）8月5日にふたご座の方で現れ、34日間観測されたとある。朝鮮では『増補文献備考』に観測記録がある。ヨーロッパでもペトルス・アピアヌスがハレー彗星を確認しており、これは後のハレーの研究に役立った。

1607年
『明史』に観測記録があり、万暦35 (1607) 年9月21日 (旧暦8月1日) にふたご座に現れ、10月12日 (旧暦8月22日) にアンタレスの方で消えたとある。『朝鮮王朝實錄』にも観測記録があり、9月23日から11月3日 (旧暦8月3日-9月14日) まで記録されている。ヨーロッパではヨハネス・ケプラーがハレー彗星を確認しており、これは後のハレーの研究に役立った。

1682年
清では地方史にのみ観測記録があり、江南の歴史書(題名不明)には康熙21年（1682年）9月に見られたことが書かれている。朝鮮では『朝鮮王朝実録』に記録があり、8月24日に観測された旨が記載されている。また、『承政院日記』には8月25日からの記録が『朝鮮王朝実録』よりも詳細に書かれている。この接近時のエドモンド・ハレーによる軌道の計算については軌道の計算節を参照。

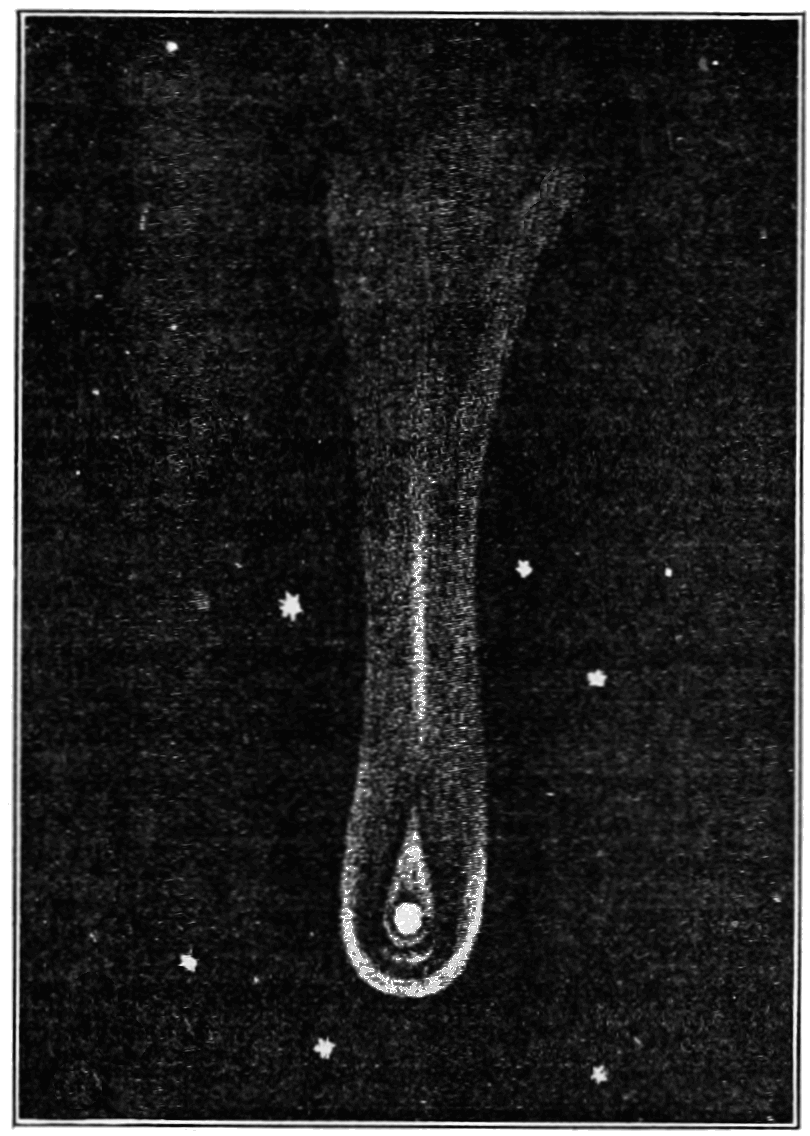
ポピュラーサイエンスに掲載された1759年のハレー彗星の模写図。

1759年
清で観測記録があり、乾隆24年（1759年）4月に現れて1か月以上見られたとある。朝鮮では『朝鮮王朝実録』及び『承政院日記』に記載がある。
ヨハン・ゲオルク・パリッチュは1758年時点でハレー彗星の回帰を12月25日に発見し、ハレーの予言を証明した。アレクシス・クレローらの計算の近日点の誤差は約1か月ほどあった。

#### 1835年

1835年のハレー彗星接近を描いた水彩画。

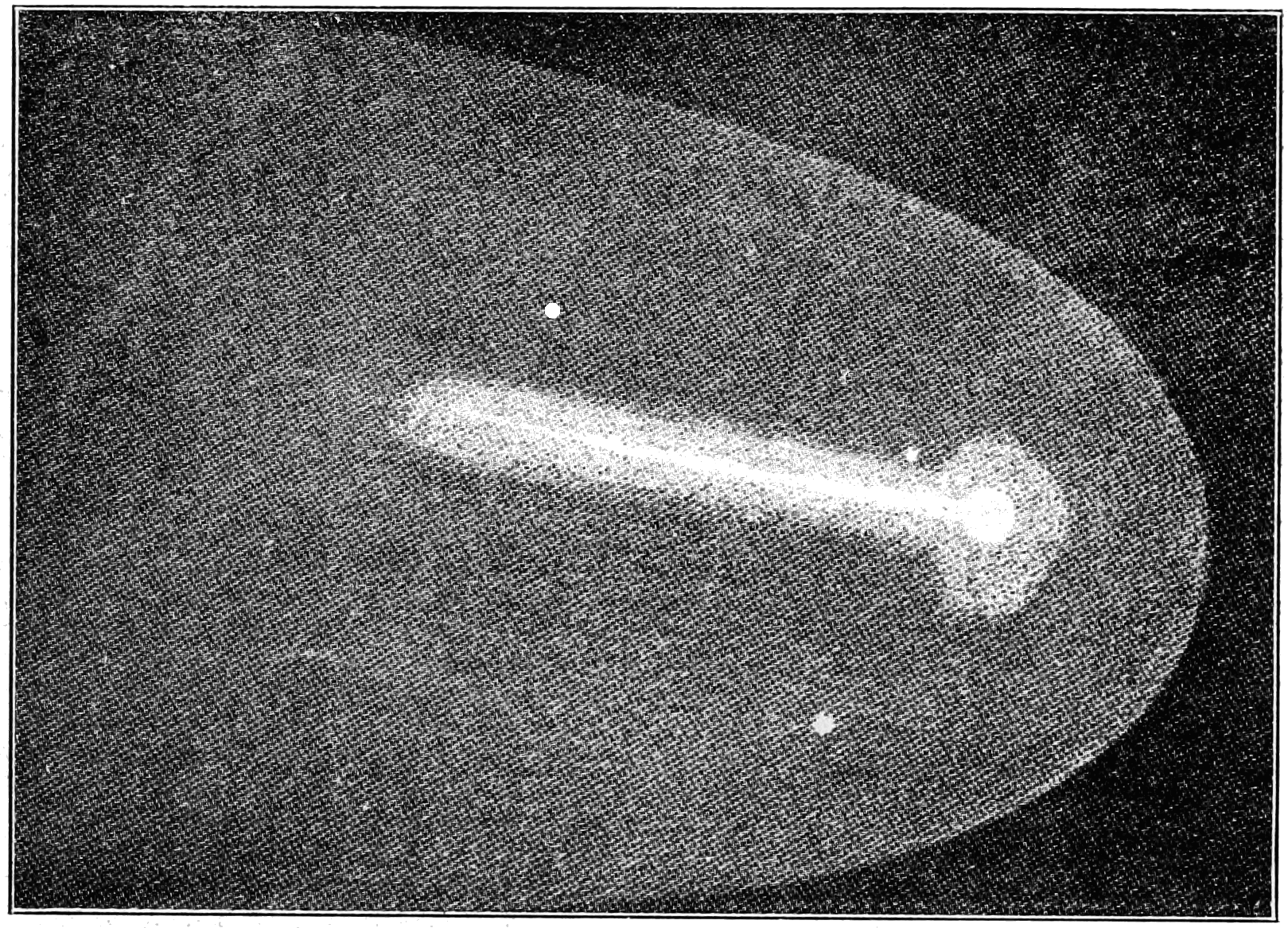
ポピュラーサイエンスに掲載された1835年のハレー彗星の模写図。

1835年のハレー彗星は、初めて大々的に近代的な観測が行われた。写真撮影が可能になったのは1839年のことであったためこの時はぎりぎりハレー彗星の天体写真を撮ることはできなかった。
この回帰の際、Marie-Charles Damoiseau(英語版)、らが近日点通過時刻を予想した。Damoiseauは木星と土星の重力の影響を考えて11月4.81日であることを示した。Philippe Gustave Doulcet(英語版)も地球・木星・土星・天王星の重力の影響を考慮したが11月12.9日とやや外れていた。オットー・ローゼンベルガーも海王星以外の当時知られていた7惑星の重力の影響を考えたが11月12.0日であり、実際の近日点通過時刻、11月16.4日を正確には予測できなかった。
アイルランドのMatkree天文台(英語版)ではE. J. Cooper(英語版)がハレー彗星のスケッチをするために口径13.3インチの望遠鏡を用いた。ドイツの天文学者、フリードリヒ・ヴィルヘルム・ベッセルもハレー彗星のスケッチを行った。また、彼は自身の観測したハレー彗星の尾の流れから彗星の蒸気の噴射力が軌道を変える一因となっていると提唱した。フランスではフランソワ・アラゴがパリ天文台で口径24.4cmのLerebours望遠鏡を用いて観測し、偏光観測も行った。彼は1819年の大彗星を観測していることもあり、尾はまばらに分散した物質が太陽光を反射しているものだと提唱した。カナダではニューファンドランド島とケベックで観測が行われ、新聞にもハレー彗星に関することが報道された。中国にも観測記録がある。朝鮮では『朝鮮王朝実録』と『承政院日記』にハレー彗星の記述がある。
William G. Toddは1835年と1910年のハレー彗星両方を目撃しており、ポピュラー・アストロノミーのインタビューに答えている。彼は1910年の彗星がどんな風に見えたかを述べた後、1910年のハレー彗星に関して、1843年のハレー彗星に比べて尾は広がっているが長くはないと語っている。
更にフリードリッヒ・フォン・シュトルーベ、ジョン・ハーシェルなど各地の著名な天文学者らもハレー彗星の観測を始めた。アメリカではイェール・カレッジでデニソン・オルムステッドとエリアス・ルーミスによる望遠鏡での観測が行われた。この観測により1456年と1378年のハレー彗星がハレー彗星であると同定された。
この後ハレー彗星が回帰してくるのは1910年となるがこの期間は74.42年と既知のもののなかでは最短である。なお、最も長い時は451年から530年の期間で、79.25年も間隔があった。

#### 1910年

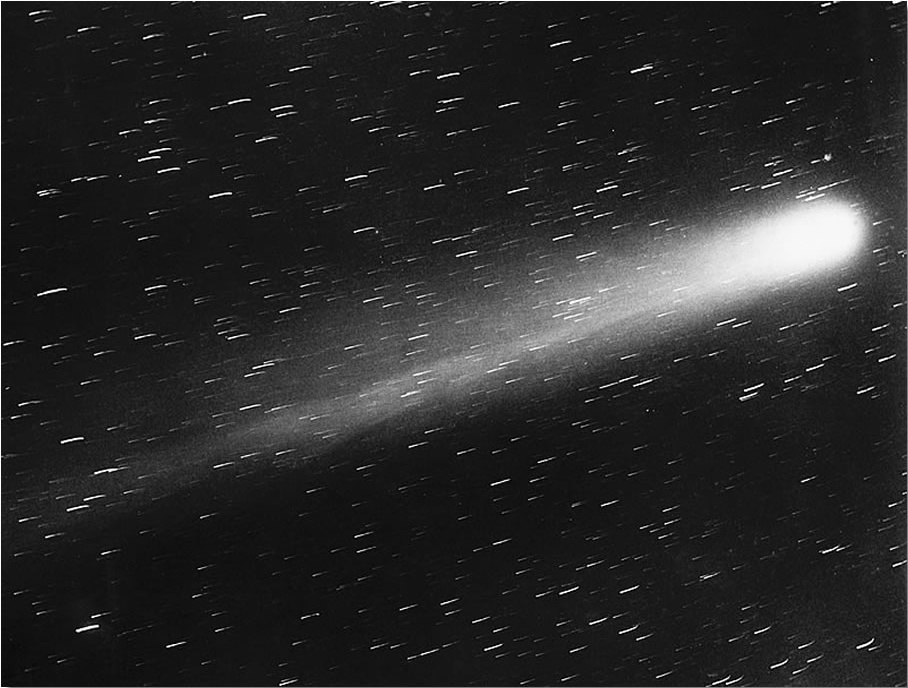
1910年5月29日に撮影されたハレー彗星

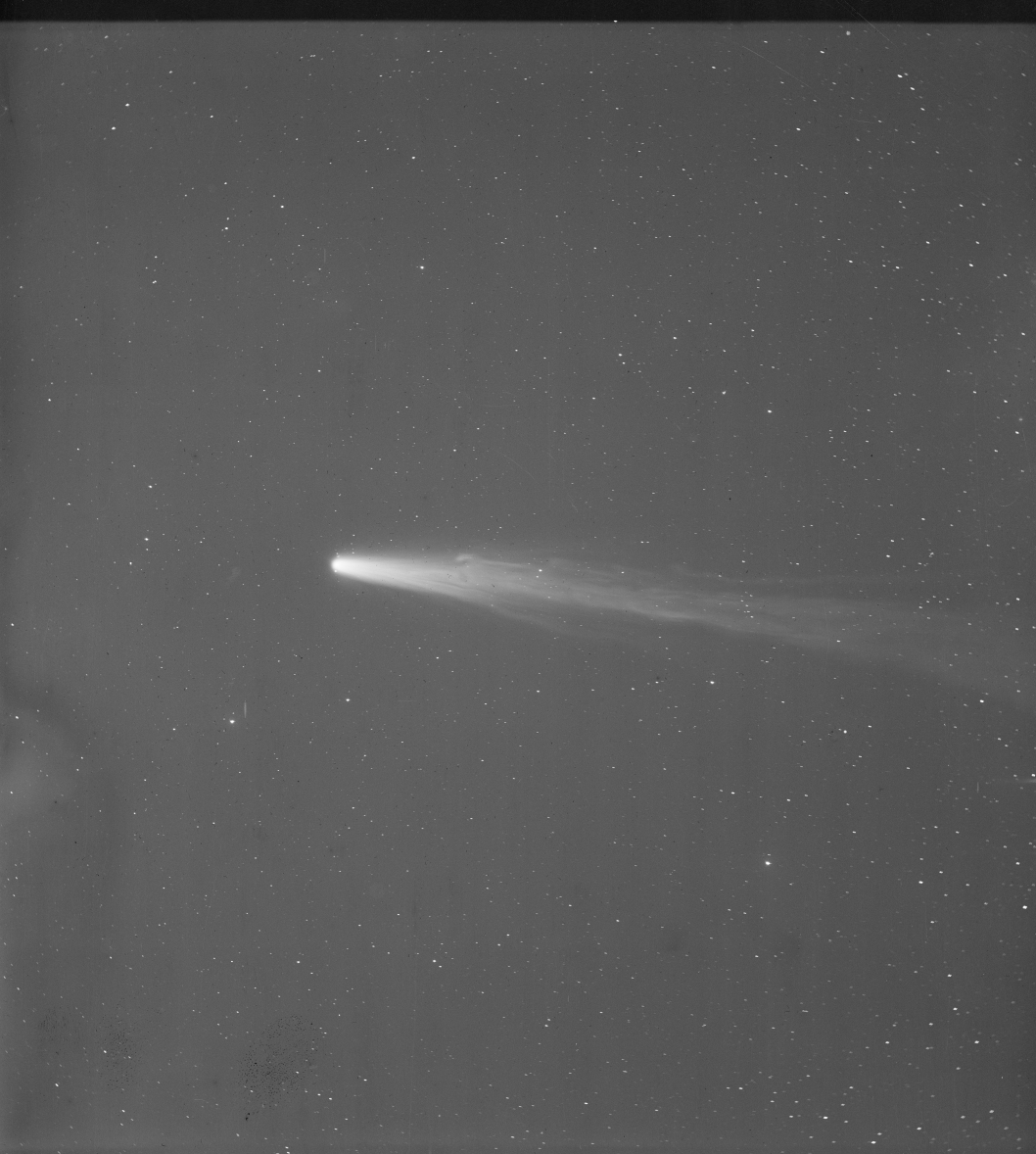
ハーバード大学天文台で1910年4月に撮影されたハレー彗星。

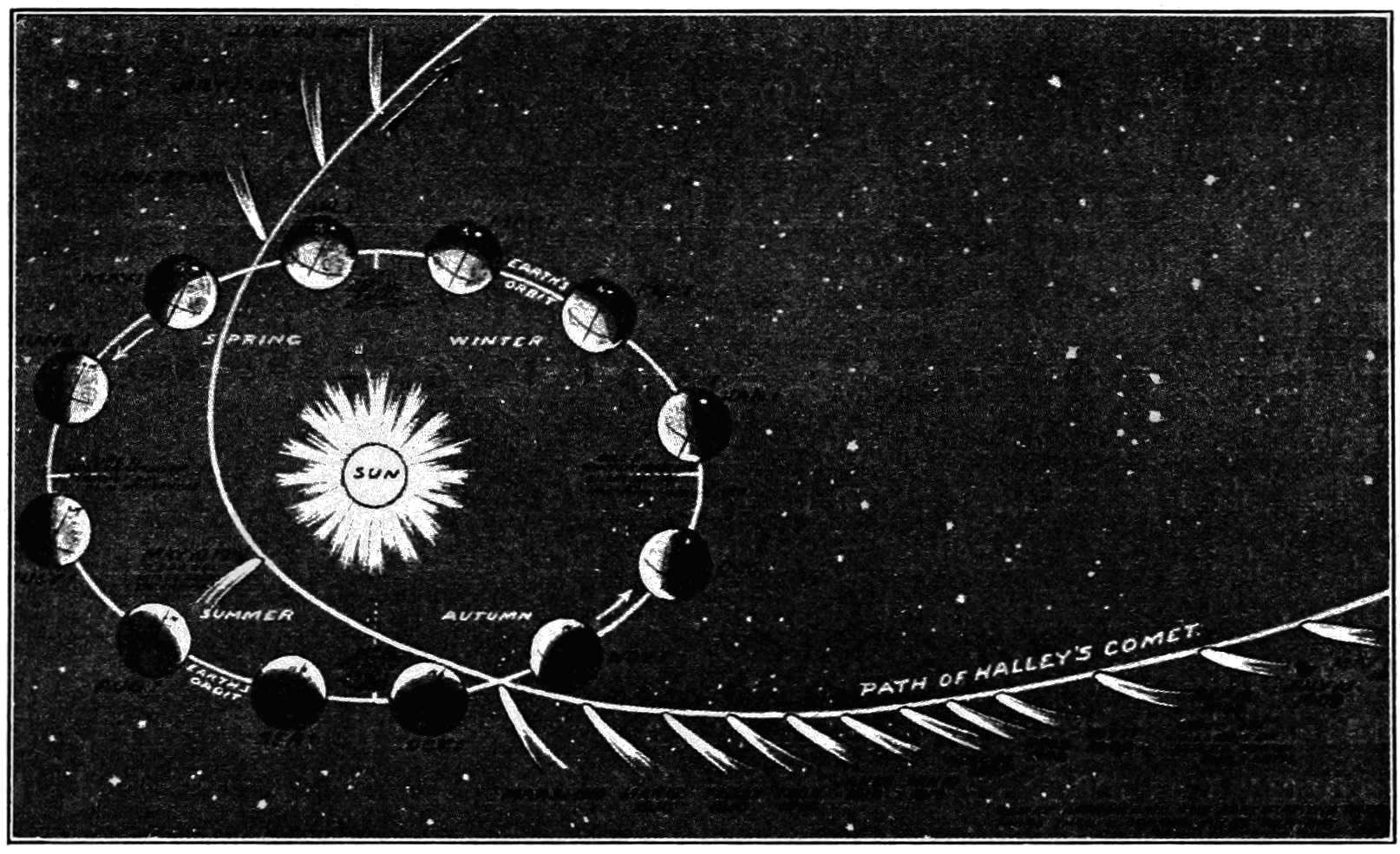
ポピュラー・サイエンス1910年1月号に掲載された図。ハレー彗星が近日点を通過するに伴い尾が太陽とは逆方向に伸びていることが分かる。

1910年のハレー彗星は4月10日ごろには肉眼でも見えるほどになり、4月20日に近日点に達した。ハレー彗星の写真が撮影された初の接近であり、分光観測によるデータが得られた初の接近でもある。さらに近日点を通過した後の5月20日頃には0.15auまで地球に接近した。実際に5月19日にはハレー彗星の尾の外側の部分を地球が通過した。今回のハレー彗星の出現より4か月前には大彗星C/1910 A1も観測されていたがこちらはDaylight Cometと呼ばれるほど昼でも肉眼で見られた別の彗星である。
ハレー彗星の核が地球と太陽の間に入ったため、今回の接近では地球上から太陽面通過を観測できる状態となっていたが、世界中の天文台が当時としては最新の機材を使って観測にあたったにもかかわらず、結局、確実に見たとの報告はなかった。現在の八戸市に住む天文愛好家、前原寅吉は、自作の天体望遠鏡を自宅の物干し台に取り付け、観測に挑戦した。太陽面通過の観測には成功したものの学会には認められなかった。
最初にこの時のハレー彗星が発見されたのは1909年9月12日で、マックス・ヴォルフがハイデルベルクのケーニッヒシュトゥール天文台で写真撮影によって発見した。このとき、ドイツの天文学会、Astronomische Gesellschaft(英語版)は近日点通過時刻を最も的確に当てた者に賞金を与える企画を行っており、Philip H. Cowellとアンドリュー・クロンメリンが最も正確に当てることができた。実際の近日点通過時刻が4月20.18日であったのに対し、金星から海王星までの惑星による摂動を計算した彼らの予想では4月17.11日と3日程度しか誤差がなかった。
ハレー彗星の尾は1910年2月頃はまだほとんど見えなかったが4月中頃になってようやく4°、4月21日には12°までになり肉眼でも尾が見えるようになった。5月19日には150°にまでなり、それ以降は尾は小さくなっていたものの6月11日でも25度であった。
当時麻布にあった東京天文台（現：国立天文台）では平山信らが3台のカメラを使用し、4月20日から6月7日の間に44枚を撮影した。また、満州にも観測小屋を建て、早乙女清房らが遠征し、15cm屈折赤道儀と3台のカメラを使用して5月6日から6月11日までに90枚を撮影した。
今回の接近ではスペクトルの分析が行われ、ハレー彗星にはシアン化物が含まれていることが明らかになった。天文学者カミーユ・フラマリオンは地球がハレー彗星の尾に近づいたとき、大気中にガスが充満し全生命体が死に至るかもしれない、と主張した。彼の声明によりパニックが引き起こされ、ガスマスクを買う者や、ガスの影響を回避する錠剤や傘といった偽商品を買う者が相次いだ。また、瓶や自転車のゴムチューブに空気を詰め、ハレー彗星が通過する時にその中の空気を吸って生き延びようと試みる者もいた。これはまもなく他の天文学者によって指摘され、実際にガスは拡散したため地球が尾を通過しても何ら影響はなかった。しかし同じ頃インフルエンザが流行し、ウイルスの存在が分かっていなかった当時は原因をハレー彗星に求める説もあった。
自転車のゴムチューブが大量に購入され、騒ぎとなった出来事は、岩倉政治による『空気のなくなる日』という絵本に描かれている。また、後の1984年に発表された藤子・F・不二雄の漫画『ドラえもん』の短編「ハリーのしっぽ」でも、ハレー彗星が接近した時、スネ夫の先祖がチューブを買い占めたり、のび太の曽祖父・のび吉が桶の水で息を止める訓練をする描写がある。2010年12月28日にNHKで放送されたモキュメンタリードラマ『タイムスクープハンター』シーズン2「滅亡パニック!彗星大接近」では、青森におけるデマの流布や民衆のパニックを題材としている。
清では辛亥革命の前年にあたり、ハレー彗星の出現によって更に不穏になっていた。四川省で任務に当たっていたJames Hutsonは以下のような記録を残している。
オクラホマ州ではSacred Followersという宗教団体がハレー彗星による災害を退けるために処女をいけにえにしようとしたという話も新聞に残っている。この宗教団体の行動はのちに警察に止められた。
アメリカの風刺作家であったマーク・トウェインはハレー彗星近日点通過の2週間後(1835年11月30日)に生まれ、彼が1909年に公表した自伝では以下のように述べている。
そしてトウェインは彼の予想どおり近日点通過の翌日となる4月21日に亡くなった。1985年のファンタジー映画、The Adventures of Mark Twain(英語版)はこの出来事を題材とした作品となっている。

### 1986年以降

#### 1986年

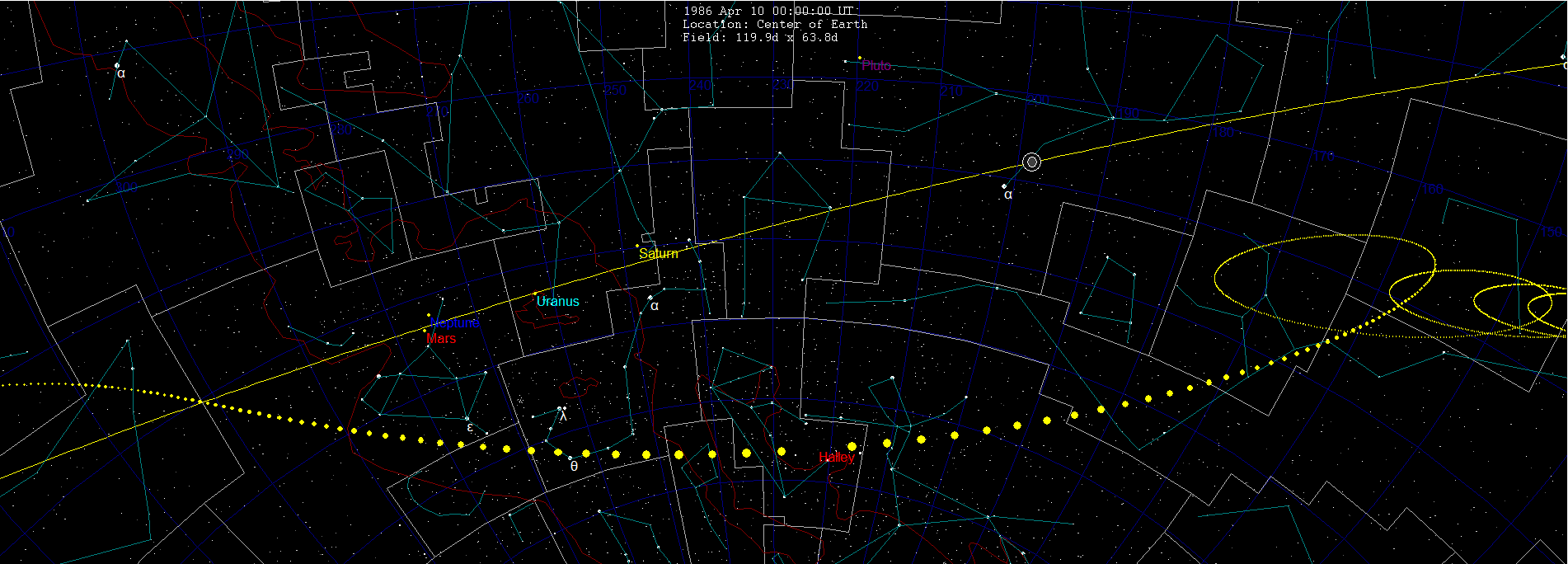
1986年のハレー彗星の1時間毎の動き。

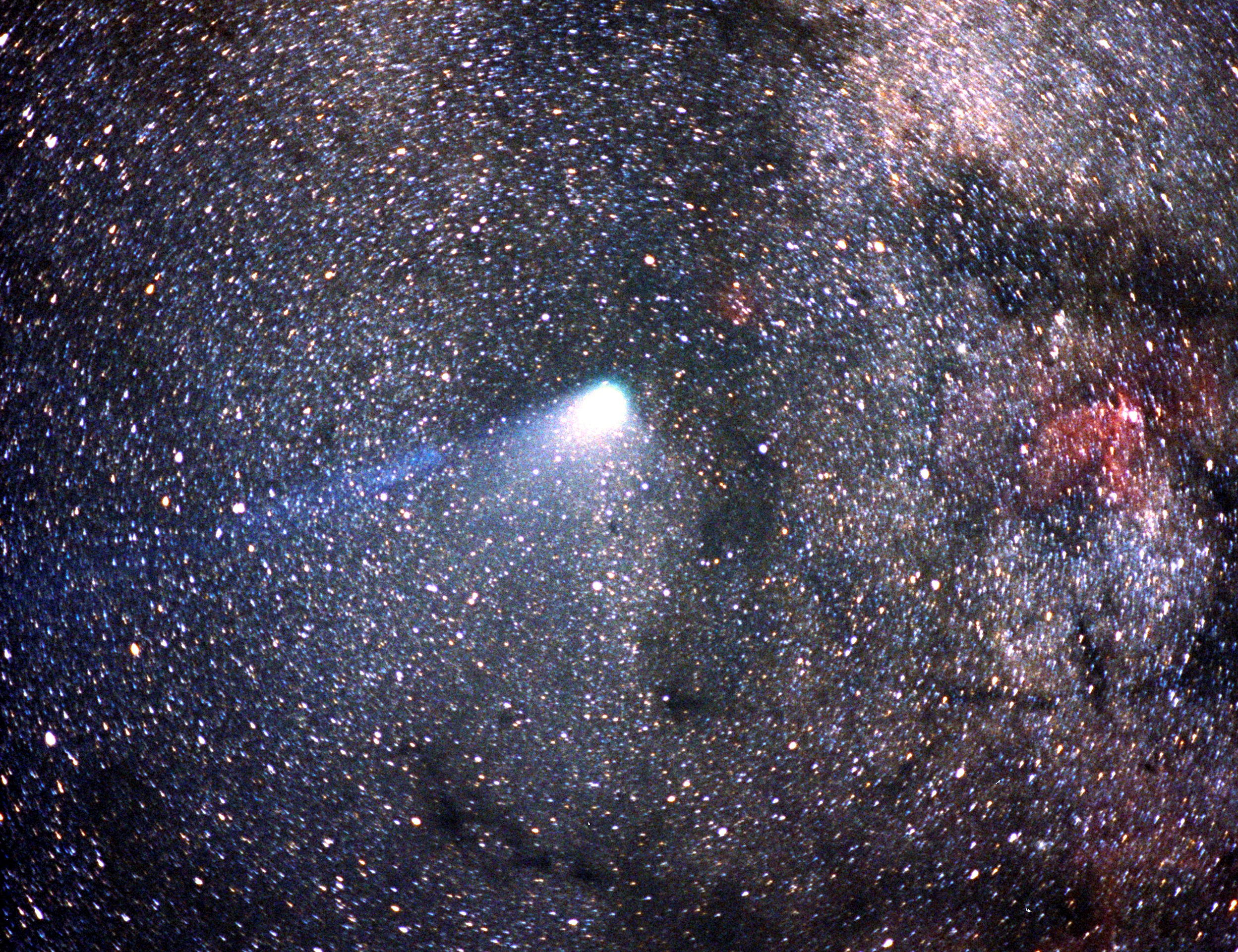
まだ尾が少し見える程度のときのハレー彗星。背景は天の川銀河。

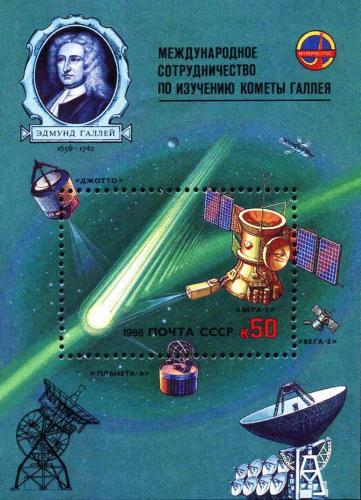
エドモンド・ハレー、ベガ1号、ベガ2号、ジオット、すいせいが描かれた小型シート。

1986年のハレー彗星の軌道。黄色が太陽、青が地球、桃色がハレー彗星。

1986年の接近は、ハレー彗星は地球から見て太陽の向こう側にあり過去2000年以内では最も観測には不向きな状況であった。都市化による光害もあり、都市ではないところでしか見えず、双眼鏡で見えるぐらいであった。さらに彗星が最も明るくなった1986年の3・4月には北半球からはほとんど見えない位置にあった。
今回のハレー彗星を初めて観測したのはD. C. ジューイット、G. Edward Danielsonらで1982年10月16日、パロマー天文台の5.1mヘール望遠鏡とCCDイメージセンサを用いて観測を行った。視覚的な最初の発見はアマチュア天文家のStephen James O'Mearaによるもので、1985年1月24日、自作の24インチ望遠鏡でマウナ・ケア山で観測した。1985年11月にはジェット推進研究所の天文学者Stephen EdbergとCharles Morrisが初めて肉眼で観測した。
1985年11月8日、J. Ciffreoはハレー彗星を撮影しようとした際に望遠鏡のセッティングを間違え、撮影した画像にある彗星をハレー彗星だと勘違いしていた。その後、J. Ciffreoは注意深く見るとハレー彗星ではないことが分かり、この彗星は後に周期彗星と分かってシフレオ彗星と命名された。
地球からの観測には不運な年であったが、人類が人工天体や宇宙飛行を実現して以降の初の接近であった事から、宇宙探査機からの接近観測が活発に行われた。ハレー彗星は軌道傾斜角が大きく逆行軌道をとるため、探査機を送ることは難しいが、それでも各国から多くの探査機が打ち上げられた。
ソ連はベガ1号とベガ2号を打ち上げ、1986年3月4日からハレー彗星の画像を送信し始めた。ベガ1号はハレー彗星の核に接近した初めての事例となり、3月6日にはフライバイに成功した。続いてベガ2号も3月9日に成功した。接近距離はそれぞれ8890km、8030kmであった。欧州宇宙機関(ESA)はジオットを打ち上げ、1986年3月14日には596kmまで接近することができた。日本の探査機としてはすいせいとさきがけが打ち上げられた。これらの探査機は総称してハレー艦隊とも言われる。
当時としては最大の紫外線天文衛星、アストロンの1985年12月の観測データに基づきソ連の研究者らはハレー彗星のコマのモデルを発展させた。この研究によりハレー彗星のコマは他の大きめの周期彗星に類似していることが分かった。また、ハレー彗星は探査機ICEからも観測された。ICEは当初はISEE-3という名称で太陽を観測する目的で運用されていたが、その後第二の目的としてジャコビニ・ツィナー彗星とハレー彗星の調査が行われた。
STS-51-LおよびSTS-61-Eの2回のスペースシャトルミッションで、低軌道からハレー彗星を観測する計画もあった。51-LではSPARTAN-203を打ち上げるミッション、61-Eでは1986年3月にスペースシャトル・コロンビアを打ち上げて観測装置ASTRO-1でハレー彗星を観測するミッションを行う予定だった。しかし1986年1月28日にスペースシャトル・チャレンジャーが51-Lミッションの打ち上げで爆発事故を起こしたため、全ての計画は中止になった。ASTRO-1は1990年12月のSTS-35ミッションでようやく打ち上げられ、ハレー彗星には間に合わなかった。

#### 1991年のアウトバースト
1986年の地球接近後もハレー彗星の観測は続けられた。1991年2月にはハレー彗星が突然光度を増した(アウトバースト)ことが観測されている。この増光の詳細な原因は不明であるが、二酸化炭素や一酸化炭素のような揮発性物質が昇華して圧力によりアウトバーストが起こったと考えられている。
その後、ヨーロッパ南天天文台 (ESO) が1994年と2003年にハレー彗星を観測して以来、ハレー彗星は姿を見せていない。

#### 2061年

2061年のハレー彗星の接近。黄色:太陽、水色:金星、青:地球、橙色:木星、桃色:ハレー彗星

ハレー彗星の予想される次回近日点時刻は2061年7月29日であり、アニメーションのように太陽から同じ側にあるので1986年のハレー彗星よりは観測しやすい。見かけの等級は最大で-0.3になり、1986年のハレー彗星よりも2.4等級明るくなると予想されている。2060年9月9日には木星に、2061年4月20日には金星に最接近する。

#### 2134年
2134年にはハレー彗星は地球に0.09auの距離で最接近する。見かけの等級は-2.0と予測されている。

### 出現の年表
以下に過去の出現と仮符号、近日点通過日時などを表にまとめた。データに関しては小惑星センター（MPC）やジェット推進研究所（JPL）のものを使用している。
| 仮符号                      | 年            | 前回との間隔 | 近日点通過日時 | 最接近時距離 | 備考                                                             |
| --------------------------- | ------------- | ------------ | -------------- | ------------ | ---------------------------------------------------------------- |
| 1P/−239 K1, −239            | 紀元前240年   | -            | 5月25日        |              | 最古のハレー彗星観察記録からの日付。確実な観察記録とされている。 |
| 1P/−163 U1, −163            | 紀元前164年   | 76年         | 11月12日       |              |                                                                  |
| 1P/−86 Q1, −86              | 紀元前87年    | 77年         | 8月6日         |              |                                                                  |
| 1P/−11 Q1, −11              | 紀元前12年    | 75年         | 10月10日       | 0.16au       |                                                                  |
| 1P/66 B1, 66                | 66年          | 78年         | 1月25日        |              |                                                                  |
| 1P/141 F1, 141              | 141年         | 75年         | 3月22日        |              |                                                                  |
| 1P/218 H1, 218              | 218年         | 77年         | 5月17日        |              |                                                                  |
| 1P/295 J1, 295              | 295年         | 77年         | 4月20日        |              |                                                                  |
| 1P/374 E1, 374              | 374年         | 79年         | 2月16日        | 0.09au       |                                                                  |
| 1P/451 L1, 451              | 451年         | 77年         | 6月28日        |              |                                                                  |
| 1P/530 Q1, 530              | 530年         | 79年         | 9月27日        |              |                                                                  |
| 1P/607 H1, 607              | 607年         | 77年         | 3月15日        | 0.09au       |                                                                  |
| 1P/684 R1, 684              | 684年         | 77年         | 10月2日        |              |                                                                  |
| 1P/760 K1, 760              | 760年         | 76年         | 5月20日        |              |                                                                  |
| 1P/837 F1, 837              | 837年         | 77年         | 2月28日        | 0.03au       | 人類が観測した中では地球に最も接近した(500万km)                  |
| 1P/912 J1, 912              | 912年         | 75年         | 7月18日        |              |                                                                  |
| 1P/989 N1, 989              | 989年         | 77年         | 9月5日         |              |                                                                  |
| 1P/1066 G1, 1066            | 1066年        | 77年         | 3月20日        | 0.10au       |                                                                  |
| 1P/1145 G1, 1145            | 1145年        | 79年         | 4月18日        |              |                                                                  |
| 1P/1222 R1, 1222            | 1222年        | 77年         | 9月28日        |              |                                                                  |
| 1P/1301 R1, 1301            | 1301年        | 79年         | 10月25日       |              |                                                                  |
| 1P/1378 S1, 1378            | 1378年        | 77年         | 11月10日       |              |                                                                  |
| 1P/1456 K1, 1456            | 1456年        | 78年         | 6月9日         |              |                                                                  |
| 1P/1531 P1, 1531            | 1531年        | 75年         | 8月26日        |              |                                                                  |
| 1P/1607 S1, 1607            | 1607年        | 76年         | 10月27日       |              |                                                                  |
| 1P/1682 Q1, 1682            | 1682年        | 75年         | 9月15日        |              |                                                                  |
| 1P/1758 Y1, 1759 I          | 1759年        | 76年         | 3月13日        |              | 回帰が予想された後の初の回帰                                     |
| 1P/1835 P1, 1835 III        | 1835年        | 77年         | 11月16日       |              |                                                                  |
| 1P/1909 R1, 1910 II, 1909c  | 1910年        | 75年         | 4月20日        |              | 初の写真撮影が行われたハレー彗星                                 |
| 1P/1982 U1, 1986 III, 1982i | 1986年        | 76年         | 2月9日         | 0.586au      | 初めて探査機が送られたハレー彗星                                 |
|                             | 2061年 (参考) | 75年         | 7月29日        |              | 次回の回帰                                                       |